# PDP-1

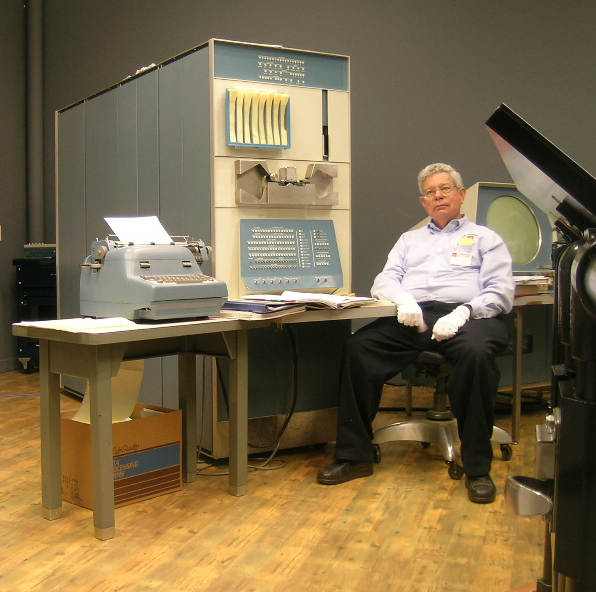
PDP-1 no Museu de História do Computador com Steve Russell, criador do Spacewar! O gabinete grande abriga o processador. O painel de controle principal fica logo acima da mesa, o leitor de fita de papel fica acima dele (metálico) e a saída do perfurador de fita de papel Teletype modelo BRPE acima dele (ranhura vertical). Uma bandeja de armazenamento para oito fitas de papel sanfonadas está fixada no painel superior. À esquerda está a máquina de escrever IBM Modelo B modificada pela Soroban Engineering, e o monitor CRT Tipo 30 está na extrema direita.

O PDP-1 ( Programmed Data Processor-1 ) é o primeiro computador da série PDP da Digital Equipment Corporation e foi produzido pela primeira vez em 1959. É conhecido por ser o computador mais importante na criação da cultura hacker no Instituto de Tecnologia de Massachusetts, Bolt, Beranek e Newman, e em outros lugares.  O PDP-1 é o hardware original de um dos primeiros videogames, o jogo Spacewar! de Steve Russell de 1962. 

## Descrição
O PDP-1 usa um tamanho de palavra de 18 bits e tem 4.096 palavras como memória principal padrão (equivalente em tamanho de bits a 9.216 bytes de oito bits, mas em tamanho de caractere a 12.388 bytes, já que o sistema realmente divide uma palavra de 18 bits em três caracteres de seis bits), atualizável para 65.536 palavras. O tempo de ciclo da memória de núcleo magnético é de 5,35 microssegundos (correspondendo aproximadamente a uma velocidade de clock de 187 quilohertz ); consequentemente, a maioria das instruções aritméticas leva 10,7 microssegundos (93.458 operações por segundo) porque elas usam dois ciclos de memória: o primeiro para buscar a instrução, o segundo para buscar ou armazenar a palavra de dados. Números com sinal são representados em complemento de unidade . O PDP-1 tem poder de computação aproximadamente equivalente a um organizador de bolso de 1996 e um pouco menos de memória.

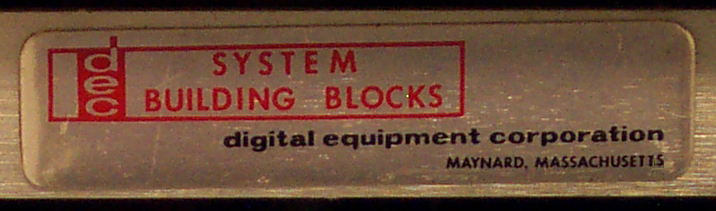
Um bloco de construção do sistema, visto de ponta a ponta

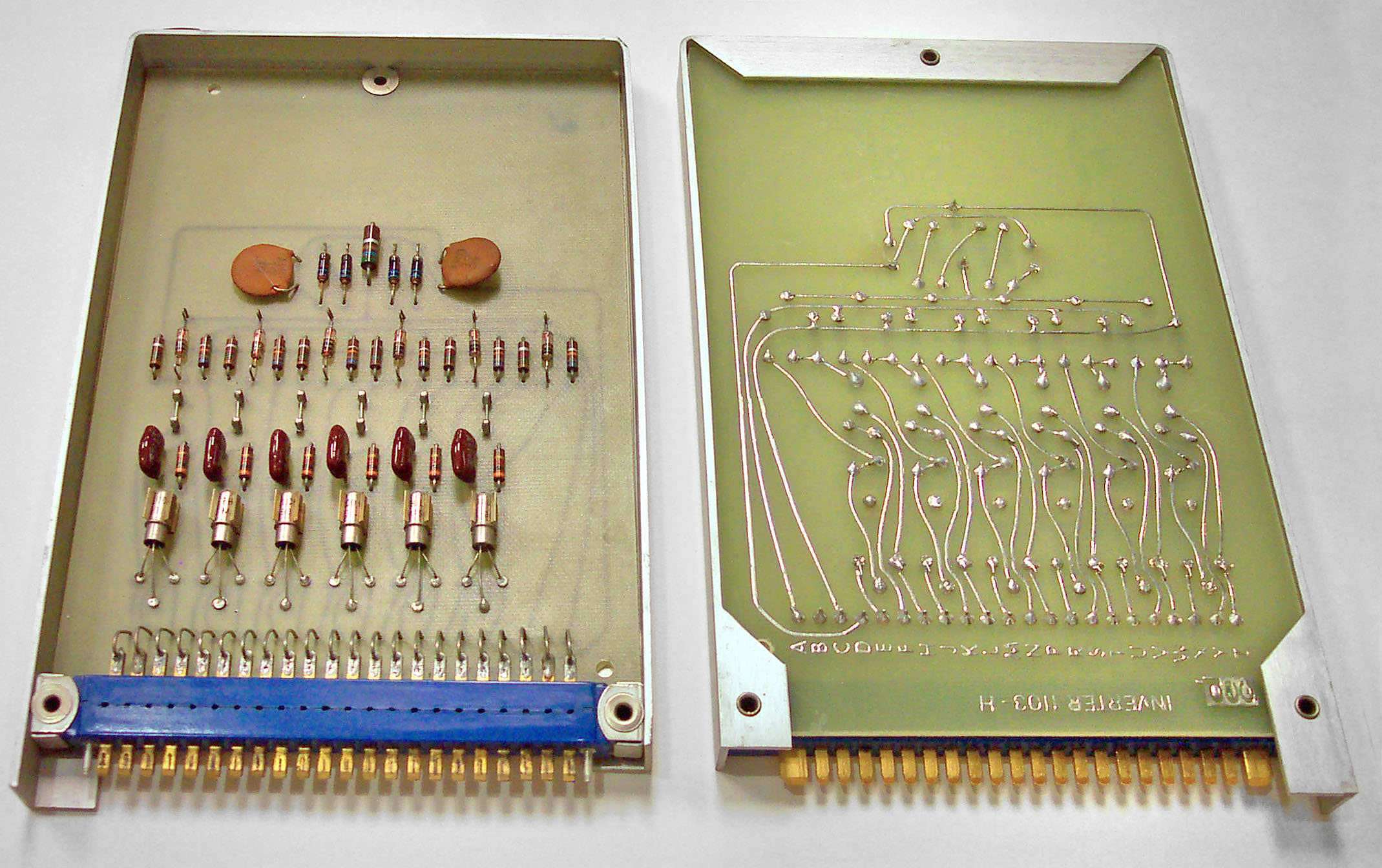
Blocos de construção do sistema 1103 placa hexa-inversora

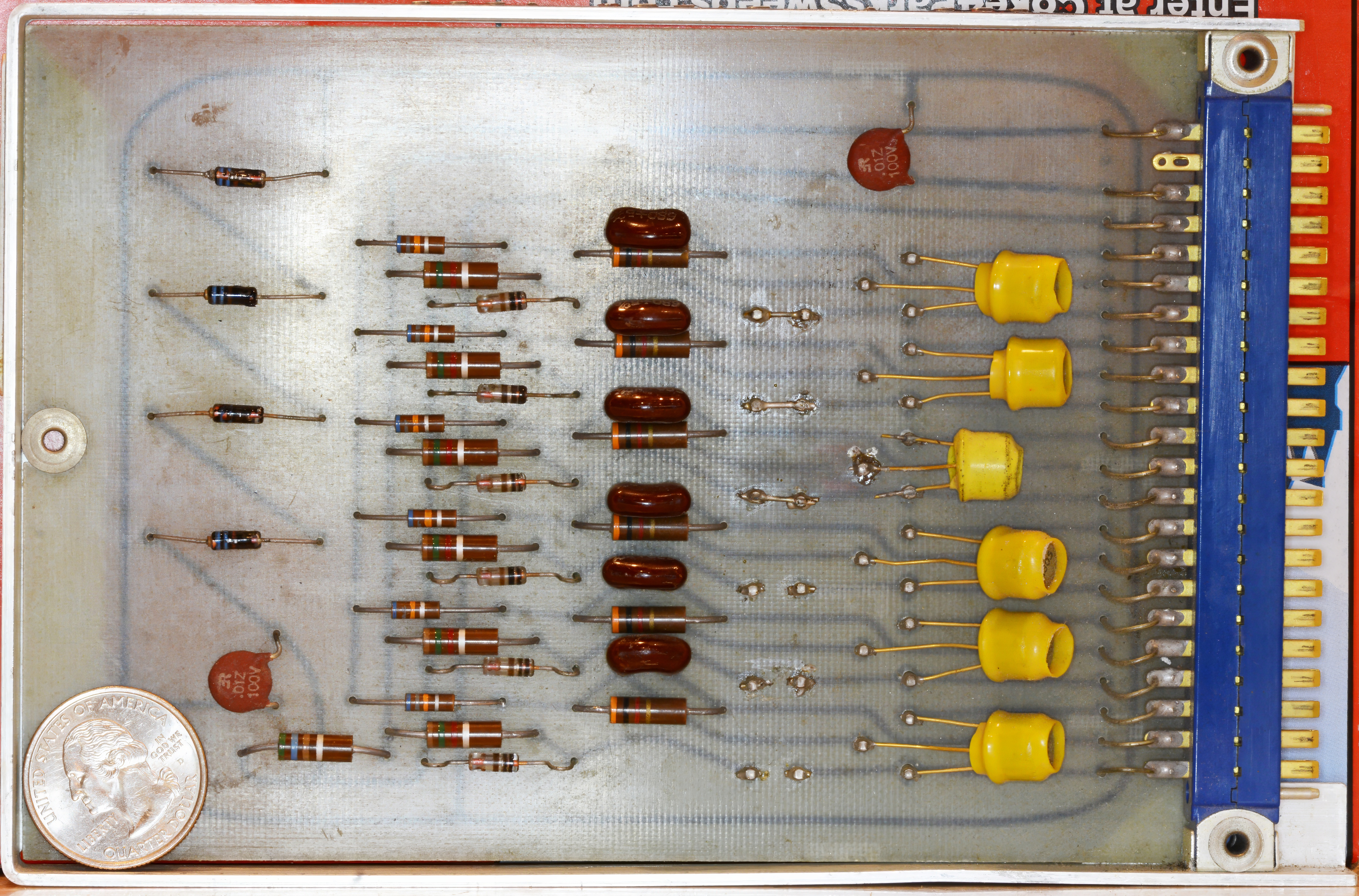
Bloco de construção do sistema PDP-1 nº 4106, por volta de 1963, com uma moeda de 25 centavos dos EUA – observe que um transistor (amarelo) foi substituído

O PDP-1 usa 2.700 transistores e 3.000 diodos. É construído principalmente com blocos de construção de sistema da série DEC 1000, usando transistores de microliga e difusores de microliga com uma velocidade de comutação nominal de 5 MHz. Os blocos de construção do sistema são embalados em vários racks de 19 polegadas . Os racks são embalados em um único gabinete grande de mainframe, com um painel de controle hexagonal contendo interruptores e luzes montados na altura da mesa em uma extremidade do mainframe. Acima do painel de controle está a solução de entrada/saída padrão do sistema, um leitor e gravador de fita perfurada .
O PDP-1 pesa cerca de 1,600 lb (730 kg) .

## História
O design do PDP-1 é baseado nos computadores pioneiros TX-0 e TX-2, projetados e construídos no Laboratório Lincoln do MIT . Benjamin Gurley foi o engenheiro-chefe do projeto. Depois de mostrar um protótipo na Eastern Joint Computer Conference em dezembro de 1959, a DEC entregou o primeiro PDP-1 para Bolt, Beranek e Newman (BBN) em novembro de 1960, e foi formalmente aceito no início de 1961. Em setembro de 1961, o DEC doou o PDP-1 ao MIT, onde foi colocado na sala ao lado do seu ancestral, o computador TX-0, que estava então emprestado por tempo indeterminado pelo Laboratório Lincoln.
Nesse cenário, o PDP-1 rapidamente substituiu o TX-0 como a máquina favorita entre a cultura hacker iniciante e serviu como plataforma para uma longa lista de inovações computacionais. Esta lista inclui um dos primeiros videogames, Spacewar! , o primeiro editor de texto, o primeiro processador de texto, o primeiro depurador interativo, um dos primeiros sistemas de compartilhamento de tempo ( BBN Time-Sharing System ) e algumas das primeiras músicas computadorizadas. O software ARPANET IMP foi composto, editado e montado no computador PDP-1d da BBN usando um montador modificado, destacando o papel do PDP-1 no desenvolvimento inicial da ARPANET.
Na reunião de ex-alunos do Computer History Museum TX-0 em 1984, Gordon Bell disse que os produtos da DEC foram desenvolvidos diretamente do TX-2, o sucessor do TX-0, que havia sido desenvolvido pelo que Bell considerou um preço de banana na época, cerca de US$3 million . Na mesma reunião, Jack Dennis disse que o design de Ben Gurley para o PDP-1 foi influenciado por seu trabalho no display TX-0.
O PDP-1 foi vendido na forma básica por US$120 000  (equivalente a US$1 223 519  em 2023 ). O sistema da BBN foi rapidamente seguido por encomendas de Lawrence Livermore e da Atomic Energy of Canada (AECL), e eventualmente 53 PDP-1s foram entregues até o fim da produção em 1969. Todas essas máquinas ainda estavam sendo usadas ativamente em 1970, e várias delas acabaram sendo salvas. O exemplo do MIT foi doado ao Museu do Computador, em Boston, e de lá foi parar no Museu de História do Computador (CHM). Uma versão tardia do Spacewar! na fita de papel ainda estava enfiada na caixa. O PDP-1 #44 foi encontrado em um celeiro em Wichita, Kansas, em 1988, aparentemente pertencente a uma das muitas empresas de aviação da área, e resgatado para a Coleção Histórica Digital, acabando também no CHM. O computador da AECL foi enviado para a Science North, mas depois foi descartado.
O lançamento do PDP-1 marcou uma mudança radical na filosofia do design de computadores: é o primeiro computador comercial que se concentra na interação com o usuário, em vez de apenas no uso eficiente dos ciclos do computador.
A primeira referência a pirataria maliciosa é ' hackers telefônicos ' no jornal estudantil do MIT, The Tech, de hackers que obstruíram as linhas com Harvard, configurando o PDP-1 para fazer chamadas gratuitas, discagem de guerra e acumulando altas contas telefônicas.

## Periféricos

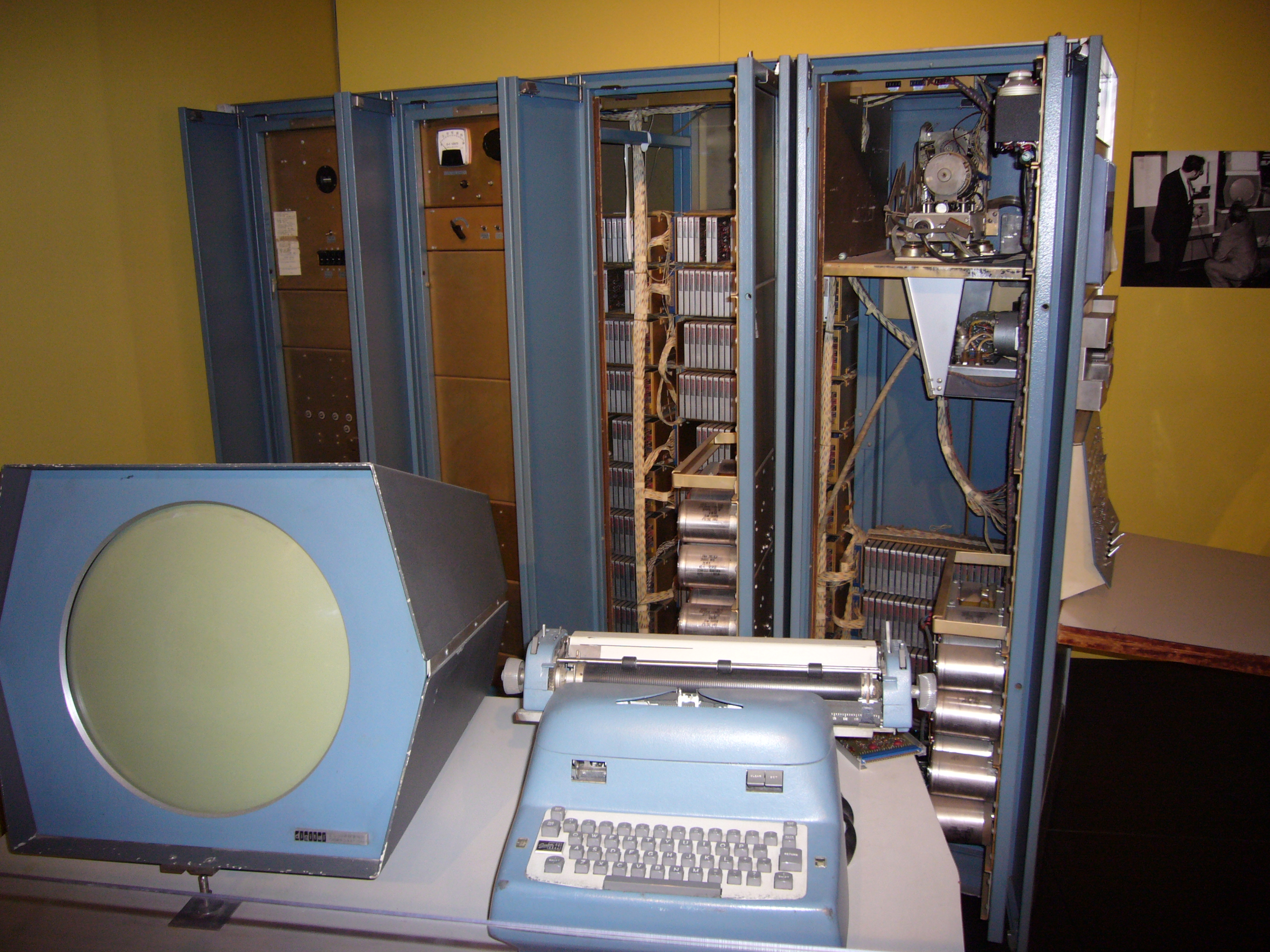
PDP-1 Tipo 30 ponto-modo CRT display e console de máquina de escrever, com quadro do processador em segundo plano

O PDP-1 usa fita de papel perfurada sanfonada como seu principal meio de armazenamento. Ao contrário dos baralhos de cartas perfuradas, que podem ser classificados e reordenados, a fita de papel é tediosa para editar fisicamente. Isso inspirou a criação de programas de edição de texto como o Expensive Typewriter e o TECO . Por ser equipado com impressoras on-line e off-line baseadas em mecanismos de máquinas de escrever elétricas da IBM, ele é capaz do que, na terminologia dos anos 1980, seria chamado de " impressão com qualidade de carta " e, portanto, inspirou o TJ-2, sem dúvida o primeiro processador de texto .
A máquina de escrever de console, conhecida como Computeriter, foi fornecida pela Soroban Engineering . É um mecanismo de máquina de escrever elétrica IBM Modelo B adaptado, modificado pela adição de interruptores para detectar pressionamentos de teclas e solenoides para ativar as barras de tipos . Ela usa um mecanismo de barra de tipos tradicional, não o mecanismo de máquina de escrever IBM Selectric em formato de "bola de golfe", que só foi introduzido no ano seguinte. A seleção das letras maiúsculas é feita levantando e abaixando o enorme cesto de tipos. O Soroban é equipado com uma fita de tinta de duas cores (vermelha e preta) e a interface permite a seleção de cores. Os programas geralmente usam codificação de cores para distinguir a entrada do usuário das respostas da máquina. O mecanismo Soroban não é confiável e propenso a emperrar, principalmente ao mudar a caixa ou a cor da fita.
Os dispositivos offline geralmente são Friden Flexowriters que foram especialmente desenvolvidos para operar com a codificação de caracteres FIO-DEC usada pelo PDP-1. Assim como a máquina de escrever de console, elas são construídas em torno de um mecanismo de digitação que é mecanicamente o mesmo de uma máquina de escrever elétrica IBM . No entanto, as Flexowriters são altamente confiáveis e frequentemente eram usadas para longas sessões de impressão sem supervisão. As flexowriters têm perfuradores de fita de papel eletromecânicos e leitores que operam sincronizadamente com o mecanismo da máquina de escrever. A taxa de digitação é de cerca de dez caracteres por segundo. Um procedimento operacional típico do PDP-1 é imprimir texto em fita de papel perfurada usando o perfurador BRPE modelo Teletype de "alta velocidade" (60 caracteres por segundo) do PDP-1 e, em seguida, levar a fita pessoalmente para uma Flexowriter para impressão offline.
Nos últimos anos, unidades DECtape foram adicionadas a alguns sistemas PDP-1, como um método mais conveniente de fazer backup de programas e dados e para permitir o compartilhamento de tempo antecipado. Esta última aplicação geralmente requer um meio de armazenamento secundário para trocar programas e dados dentro e fora da memória central, sem exigir intervenção manual. Para esse propósito, as DECtapes são muito superiores às fitas de papel em termos de confiabilidade, durabilidade e velocidade. Os primeiros discos rígidos eram caros e notoriamente não confiáveis; se disponíveis e funcionando, eles eram usados principalmente para velocidade de troca, e não para armazenamento permanente de arquivos.

### Exibição gráfica
O display CRT de precisão tipo 30 é um dispositivo de exibição de plotagem de pontos capaz de endereçar 1024 por 1024 locais endereçáveis a uma taxa de 20.000 pontos por segundo. Uma instrução especial "Exibir um ponto no CRT" é usada para criar imagens, que precisam ser atualizadas várias vezes por segundo. O CRT, que foi originalmente desenvolvido para uso em radar, tem 16 polegadas (41 cm) de diâmetro e usa um fósforo P7 de longa persistência. Uma caneta óptica pode ser usada com o Type 30 para selecionar pontos na tela. Um gerador de caracteres opcional e hardware para geração de linhas e curvas estão disponíveis.

## Música de computador
Os hackers do MIT também usaram o PDP-1 para tocar música em harmonia de quatro partes, usando algum hardware especial – quatro flip-flops controlados diretamente pelo processador (o sinal de áudio é filtrado com filtros RC simples). A música foi preparada pelo Harmony Compiler de Peter Samson, um sofisticado programa baseado em texto com alguns recursos especificamente orientados para a codificação eficiente de música barroca . Várias horas de música foram preparadas para ela, incluindo fugas de Bach, toda a Eine kleine Nachtmusik de Mozart, o movimento Ode à Alegria que conclui a Sinfonia nº 9 de Beethoven, canções de natal e inúmeras canções populares.

## Situação atual

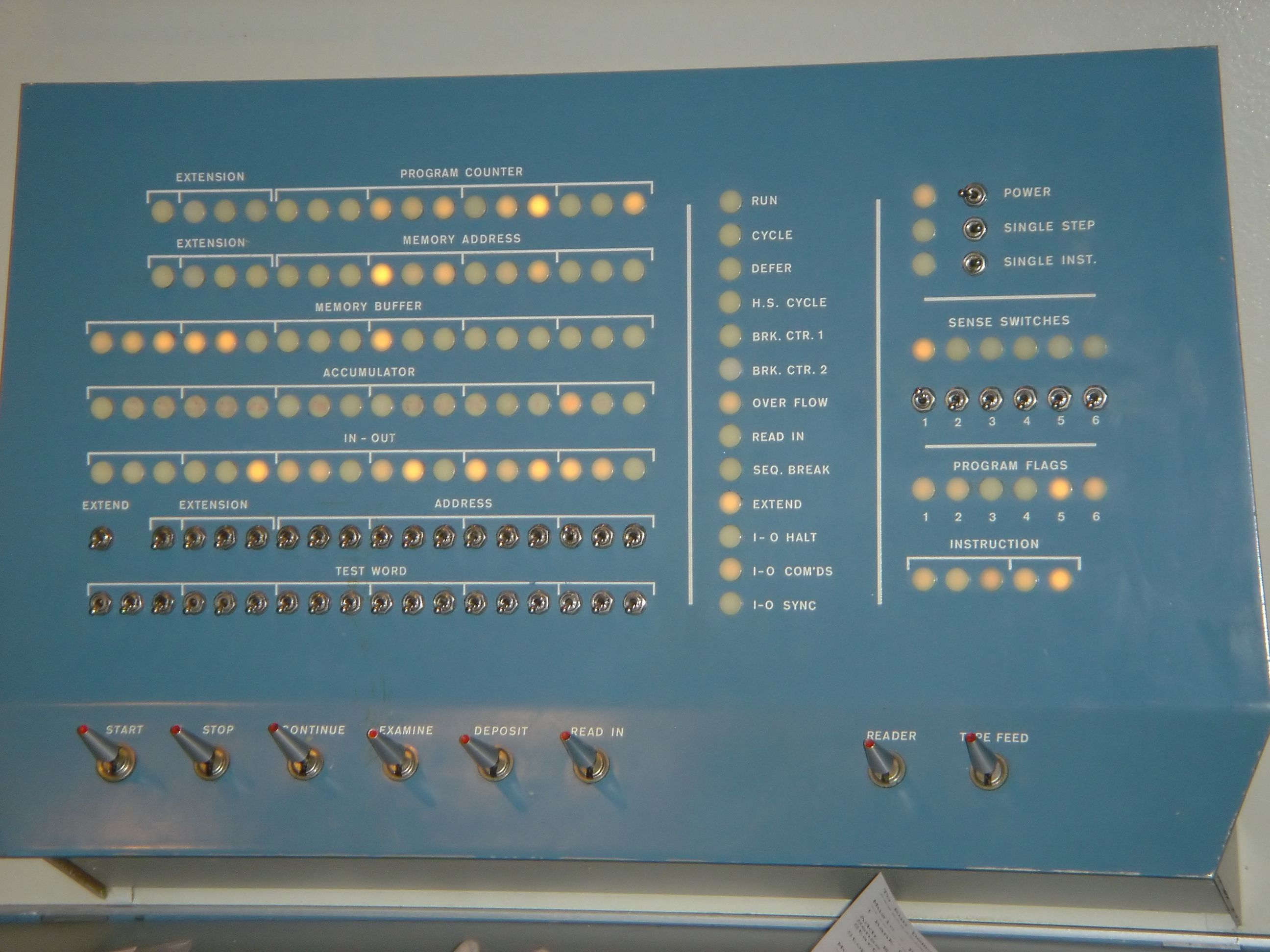
Painel de controle PDP-1

Apenas três computadores PDP-1 ainda são conhecidos, e todos os três estão na coleção do Museu de História do Computador (CHM). Um é o protótipo usado anteriormente no MIT, e os outros dois são máquinas de produção PDP-1C. Um destes últimos, o número de série 55 (o último PDP-1 fabricado), foi restaurado e está em condições de funcionamento, está em exposição e é demonstrado em dois sábados por mês. As demonstrações incluem:
- o jogo Spacewar!
- demonstrações gráficas como Snowflake
- tocando música

Simulações de software do PDP-1 existem no SIMH e no MESS, a recriação de hardware através do FPGA também existe para o projeto MiSTer, e imagens binárias de fitas de papel do software existem nos arquivos bitsavers.org.

## Links externos
- Čavrak, Hrvoje (27 de outubro de 2019). «FPG-1 is a PDP-1 implementation in FPGA». GitHub (em inglês). Consultado em 23 de março de 2022. Arquivado do original em 9 de outubro de 2021
- «DEC PDP-1». D Bit (em inglês). Consultado em 23 de março de 2022. Arquivado do original em 14 de maio de 2011
- DEC PDP-1 music no YouTube
- «Index of /pdf/dec/pdp1». Bitsavers (em inglês). Consultado em 22 de março de 2022. Arquivado do original em 23 de março de 2022
- PDP-1 (em inglês). Lawrence Livermore National Laboratory. 13 de novembro de 2006. Consultado em 23 de março de 2022. Arquivado do original em 9 de março de 2021  – via Flickr
- «PDP-1 Music». Daniel P. B. Smith (em inglês). Consultado em 23 de março de 2022. Arquivado do original em 20 de novembro de 2021
- «Spacewar! It Came from MIT». The Dot Eaters: Video Game History 101 (em inglês). Consultado em 23 de março de 2022. Arquivado do original em 18 de abril de 2021
- «Spacewar! - Original 1962 game code running on a PDP-1 emulator in JavaScript». OverSigma (em inglês). Consultado em 23 de março de 2022. Arquivado do original em 25 de novembro de 2021
- «Welcome | PDP-1 Restoration Project». Computer History Museum (em inglês). Consultado em 23 de março de 2022. Arquivado do original em 16 de março de 2022